# Endgame (serie televisiva)
ENDGAMƎ è una serie televisiva canadese trasmessa dal 14 marzo 2011 al 13 giugno 2011 sulla rete televisiva Showcase.
La serie segue l'ex campione del mondo di scacchi Arkady Balagan (Shawn Doyle) che usa le sue abilità di concentrazione, empatia e intelligenza per risolvere crimini.
La storia ha inizio tre mesi dopo la morte della fidanzata di Balagan, Rosemary, in seguito alla quale Balagan ha sviluppato una forte agorafobia che gli impedisce di uscire dalla stanza di hotel dove vive.
In Italia, la serie viene trasmessa in prima visione assoluta su Fox Crime a partire dal 26 giugno 2013.

## Personaggi e interpreti
- Shawn Doyle è Arkady Balagan – un ex campione del mondo di scacchi originario della Russia. 
A Vancouver, durante un campionato del mondo, la sua fidanzata rimane uccisa in un'esplosione d'auto di fronte all'hotel in cui i due alloggiavano. Da quel momento Arkady diventa agorafobico e non riesce più ad uscire dalla stanza dell'hotel. La sua Agorafobia lo rende un "detective da poltrona" come Nero Wolfe o Lincoln Rhyme. Inizialmente, la sua principale fonte di denaro è il suo sito internet, in cui fa pagare cifre esorbitanti per giocare contro il "Gran Maestro Arkady Balagan".
- Torrance Coombs è Sam Besht – uno studente di dottorato fanatico degli scacchi. 
È l'apprendista di Balagan e a causa della fobia di Balagan, Sam è anche colui che svolge tutto il lavoro "esterno" per risolvere i casi. Sam è un ragazzo intelligente e con un futuro promettente, aiuta Balagan in cambio della possibilità di giocare a scacchi con lui.
- Patrick Gallagher è Hugo – il capo della sicurezza dell'hotel. 
Lui e Balagan sono spesso in disaccordo. Hugo invidia le capacità superiori di Bagalan nel risolvere i casi dato che è un semplice giocatore di scacchi mentre lui, nonostante sia un ex-detective, mostra una minore attitudine alla deduzione. Bagalan spesso lo inganna e lo raggira per farsi aiutare nelle indagini o per non averlo tra i piedi.
- Katharine Isabelle è Danni – una barista dell'hotel. 
Danni lavora come fonte d'informazioni.
- Melanie Papalia è Pippa – sorella minore di Rosemary (la fidanzata deceduta di Balagan).
 È determinata a scoprire chi ha ucciso Rosemary. Fa documentari e mantiene un video blog.
- Carmen Aguirre è Alcina – una donna delle pulizie del Huxley Hotel.
 È una nonna e fa gli straordinari praticamente tutti i giorni. A volte salta il turno di lavoro per fare un po' 'di lavoro sul campo assieme Sam, come favore al signor Balagan, che le dà generose mance.
- Veena Sood è Barbara Stilwell – il manager dell'hotel.
 Barbara non è di nessun aiuto nei casi di Bagalan.

## Episodi
| Stagione       | Episodi | Prima TV Canada | Prima TV Italia |
| -------------- | ------- | --------------- | --------------- |
| Prima stagione | 13      | 2011            | 2013            |

## Cancellazione
All'inizio di giugno del 2011, Showcase ha annunciato che Endgame non sarebbe stato rinnovato per una seconda stagione. Non appena saputa la notizia, i fan hanno fatto partire una campagna per cercare di far cambiare idea alla rete televisiva.
Nel febbraio del 2012, è stato comunicato che Shawn Doyle era stato messo sotto contratto per un possibile ritorno della serie televisiva, in seguito al successo della première sul servizio statunitense di video su richiesta Hulu.
Nel giugno del 2012, è stato definitivamente annunciato che lo show non avrebbe avuto una seconda stagione.